# Epigonus pectinifer
Epigonus pectinifer är en fiskart som beskrevs av Mayer, 1974. Epigonus pectinifer ingår i släktet Epigonus och familjen Epigonidae. Inga underarter finns listade i Catalogue of Life.